# 오월의 밤 혹은 물에 빠져 죽은 여자
《오월의 밤 혹은 물에 빠져 죽은 여자》(러시아어: Майская ночь, или Утопленница 마이스카야 노치 일리 우토플렌니차[*])는 러시아 제국의 소설가이자 극작가인 니콜라이 고골이 집필한 중편 소설이다. 1831년 작품집 《디칸카 근교 마을의 야회》 1부에 실려 출판되었다.

## 참고 문헌
- 니콜라이 고골 (2021년 11월 15일). 《디칸카 근교 마을의 야회》. 번역 이경완. 을유문화사. ISBN 9788932405094.